# Ulrich Moissl
Ulrich Moissl (* 2. Januar 1974 in Wien) ist ein ehemaliger deutscher Hockeyspieler. Er war 1994 und 1997 Europameister in der Halle.  

## Sportliche Karriere
1993 debütierte Moissl in der deutschen Nationalmannschaft, für die er bis 2000 100 Länderspiele bestritt, davon zehn in der Halle.
Ulrich Moissl gewann seinen ersten internationalen Titel bei der Hallen-Europameisterschaft 1994. Im gleichen Jahr nahm er auch an der Freiluft-Weltmeisterschaft in Sydney teil, wo er in allen sieben Spielen eingesetzt wurde. Die deutsche Mannschaft unterlag im Halbfinale der Mannschaft Pakistans mit 3:5 im Penaltyschießen. Im Spiel um den dritten Platz siegte die australische Mannschaft mit 5:2 gegen die Deutschen. 1997 siegte Moissl zum zweiten Mal mit der deutschen Mannschaft bei einer Hallen-Europameisterschaft. Drei Jahre später bei den Olympischen Spielen 2000 in Sydney wurde Moissl in allen sieben Spielen eingesetzt und erzielte in der Vorrunde zwei Tore. Die deutsche Mannschaft belegte letztlich den fünften Platz.
Auf Vereinsebene wurde Moissl 1997, 1998 und 2000 mit dem Dürkheimer HC Deutscher Hallenmeister. Im Herbst 2000 spielte er bei SC Frankfurt 1880. 